# Château de Yèvre-le-Châtel
Le château de Yèvre-le-Châtel est un ancien château fort dont les vestiges se dressent sur la commune française associée de Yèvre-le-Châtel dans le département du Loiret, en région Centre-Val de Loire.
Le château est classé aux monuments historiques par la liste de 1862. Il est restauré par des bénévoles de l'association Chantiers Histoire et Architecture Médiévales entre 1982 et 1984.

## Localisation
Le château est bâti, à l'est de Pithiviers, sur une cassure du plateau beauceron, sur la commune associée de Yèvre-le-Châtel, dans le département français du Loiret.

## Historique
Dès le Xe siècle, Yèvre est une des possessions de l'abbaye de Fleury. À plusieurs reprises, les moines de Fleury se plaignent au roi des Francs, Hugues Capet, des exactions du baron Arnoul de Yèvre. C'est sans doute pour faire oublier les excès de son mari que son épouse, Lucinde, fonde dans l'enceinte du château une abbaye sous l'invocation de saint Gault, un saint breton dont les reliques avaient été apportées dans la région par des moines fuyant l'invasion des Normands.
Après le décès du baron Arnoul, le roi interviendra plusieurs fois pour soumettre ses successeurs et démanteler leur château qui ne devaient être qu'un fortin de bois, construit sur une « motte ». 
Au printemps 1079, une armée venue de Bourgogne se joindre aux forces de Philippe Ier, pour assiéger Le Puiset, fait étape à Yèvre.
Le rattachement du château à la couronne de France se situe vraisemblablement vers 1112, lorsque Louis VI le Gros contraint le vicomte Foulques à lui céder Yèvre-le-Châtel dont il fit une puissante châtellenie.

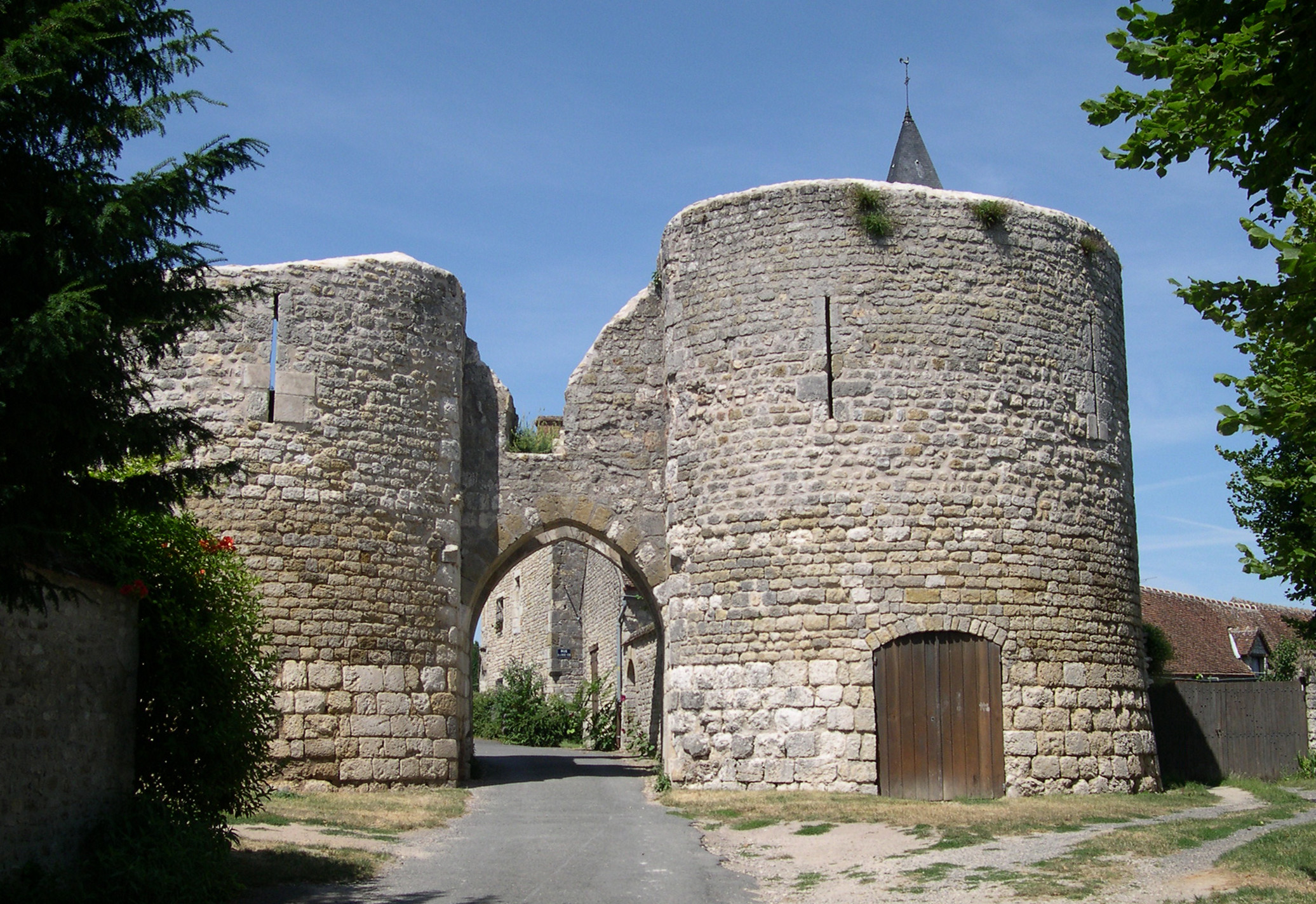
La poterne d'entrée du château.

Vers 1200, sur ordre de Philippe Auguste, le château fut reconstruit selon les derniers perfectionnements de l'architecture militaire rapportés des croisades, notamment les arcs de décharge augmentant la résistance au travail de sape. C'est semble-t-il à Gilon du Tournel que l'on doit cette ultime reconstruction. Elle était une position stratégique entre les duchés d'Orléans et l'Île-de-France, sur la route entre Paris et Orléans, dans l'œuvre d'unification du royaume par Philippe Auguste.
Pendant la guerre de cent ans, Yèvre resta, avec Montargis, la seule place forte au nord de la Loire à ne pas tomber entre les mains des Anglais ou des Bourguignons. Le capitaine de la place, Nicolas de Giresme, prit même une part active aux côtés de Jeanne d'Arc à la libération d'Orléans.
À la fin du XVe siècle, du fait de l'extension du domaine royal et des progrès de l'artillerie qui rendirent ses défenses obsolètes, Yèvre-le-Châtel perdit de son importance et son rôle de place forte. Un inventaire indique que dès 1610, le château est en ruine.

## Description
Entouré de douves sèches, le château a fait l'objet d'une importante restauration de 1999 à 2002. Occupant une motte, il a la forme d’un losange flanqué de quatre tours semi-circulaire à chaque pointe. Un chemin de ronde permet de circuler sur les courtines et du haut des tours on découvre un vaste panorama sur la Beauce, le Gâtinais et les lisières de la forêt d’Orléans.

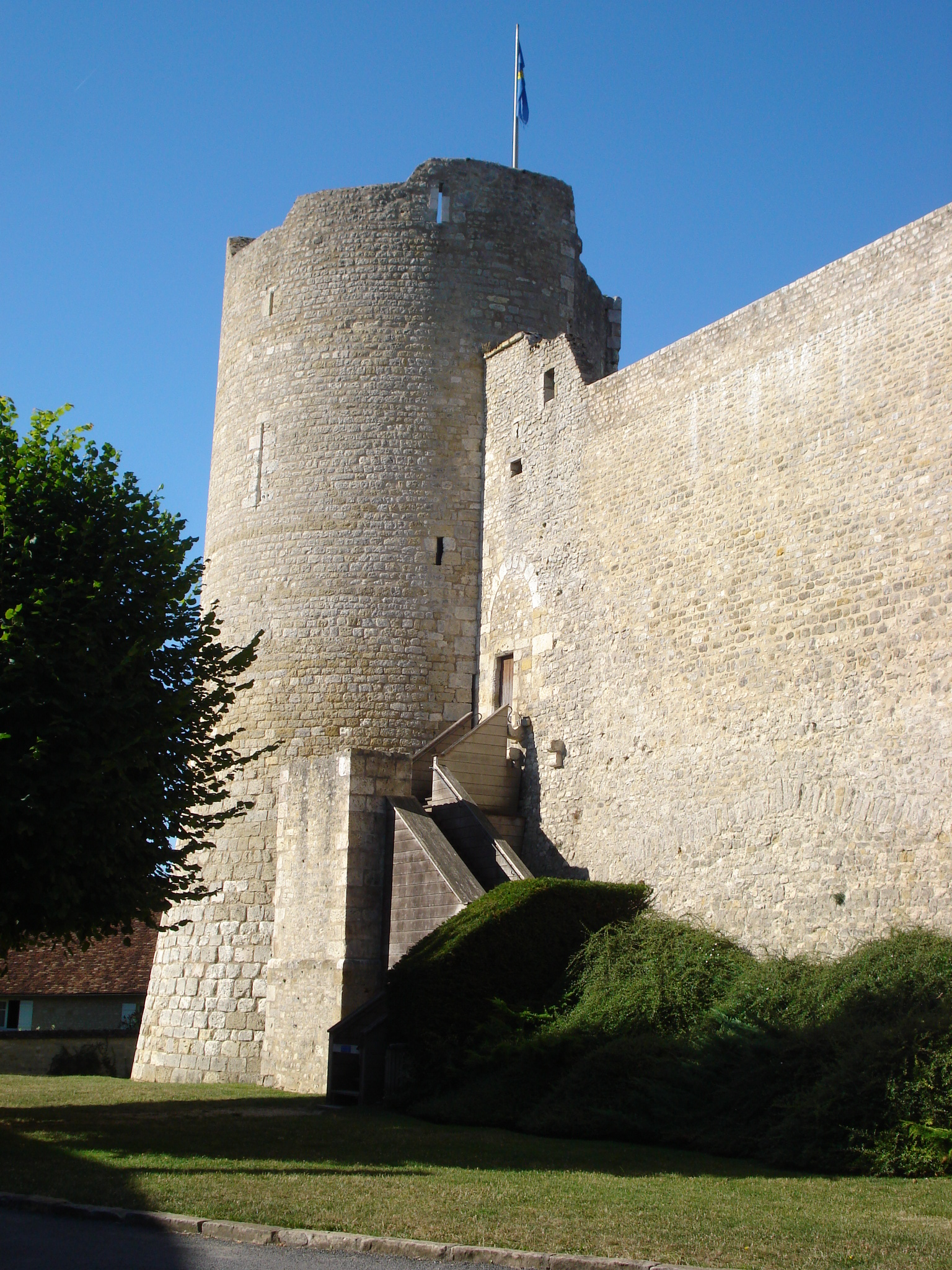
Accès actuel au château

L'entrée dans le château se fait en gravissant un escalier en bois qui mène à la cour-haute. À l'origine, cet accès se faisait par un pont mobile s'abattant sur une pile, toujours en place, reliée à une rampe en bois.

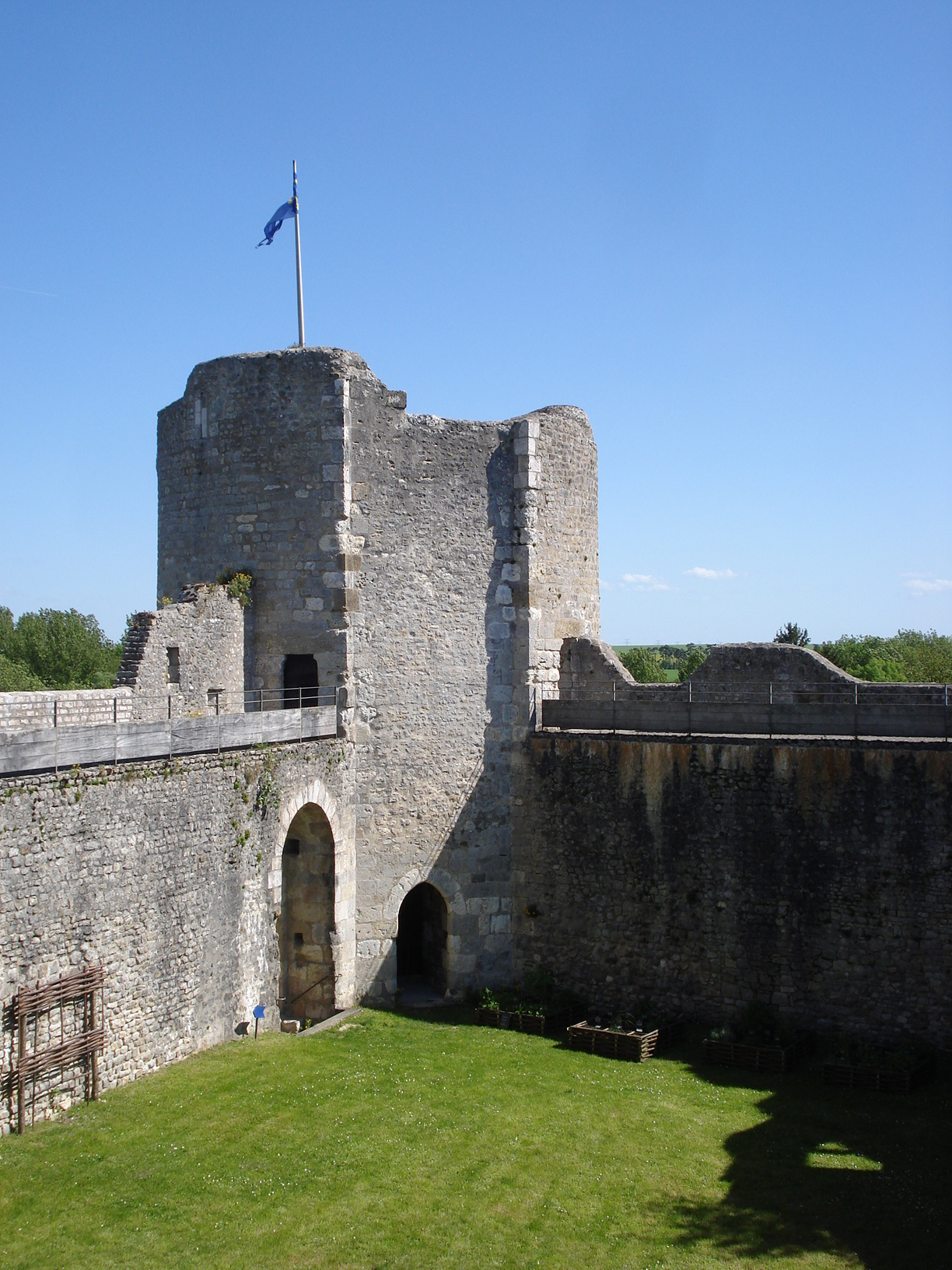
La cour-haute du château et la tour sud-est

Dans la cour-haute du château, des carrés médiévaux présentent plus de 150 plantes aromatiques, médicinales et tinctoriales.
L'entrée dans la basse-cour est protégée par un châtelet d'entrée, cantonné de deux tours. Il était muni d'une herse et d'une porte à double vantaux. À l'est, une poterne située dans le rempart permet également d'accéder à la basse-cour. Il en existait vraisemblablement une seconde à l'ouest de l'enceinte.